# Drzązgowo (Chodzież)
Pour les articles homonymes, voir Drzązgowo.
Drzązgowo est une localité polonaise de la voïvodie de Grande-Pologne et du powiat de Chodzież.